# 코트디부아르의 재외공관 목록

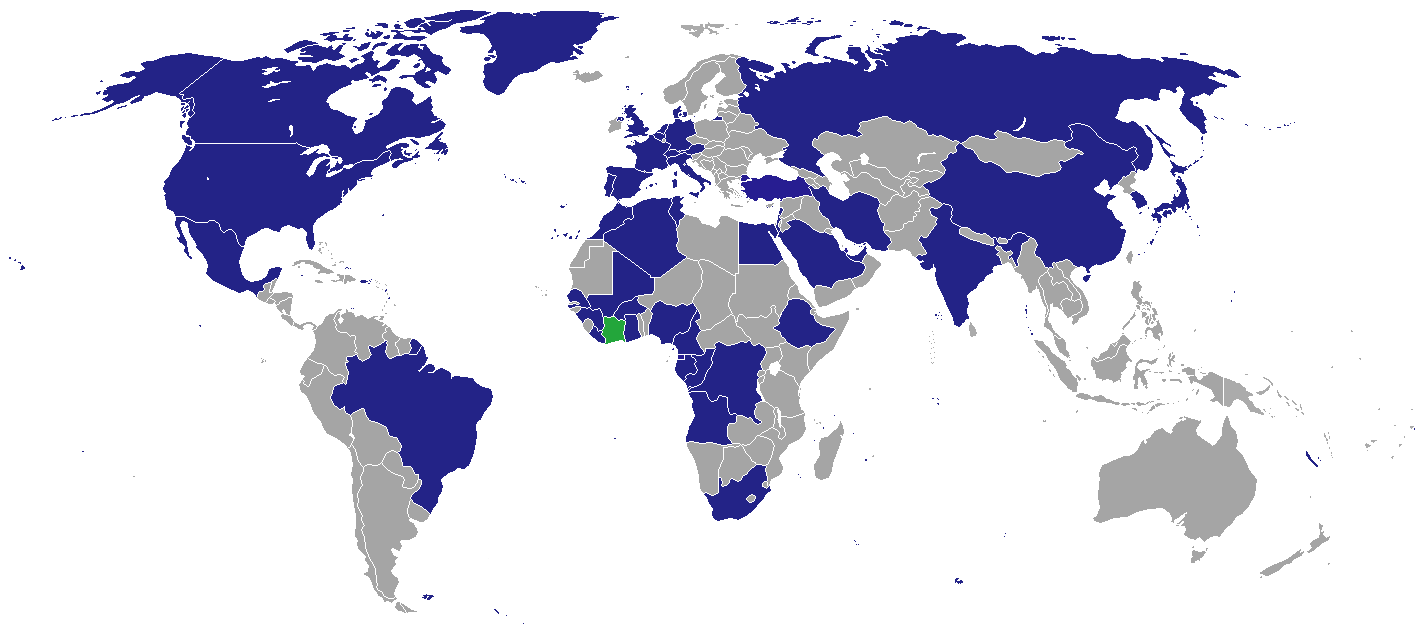
코트디부아르의 재외공관

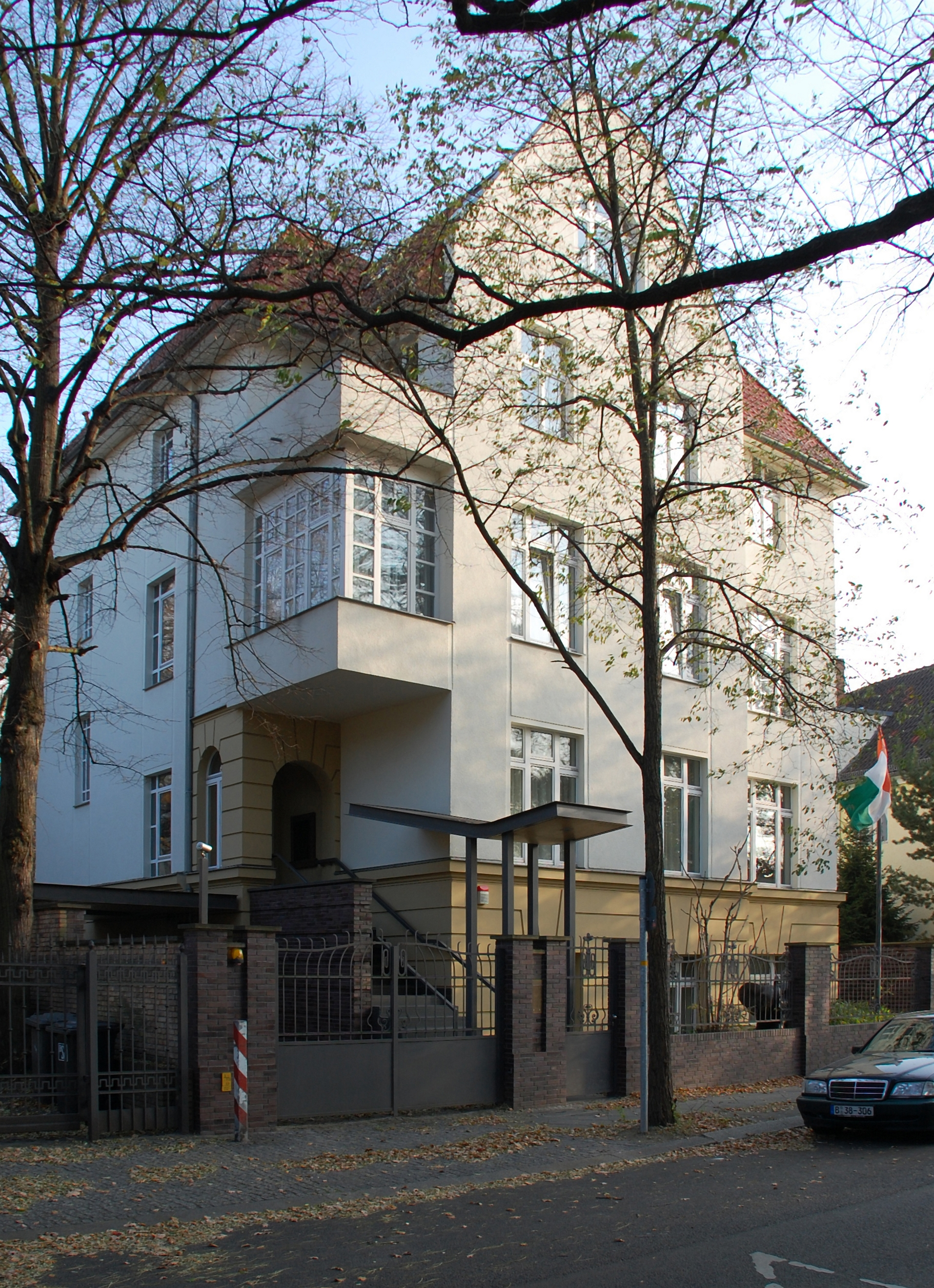
베를린 주재 코트디부아르 대사관

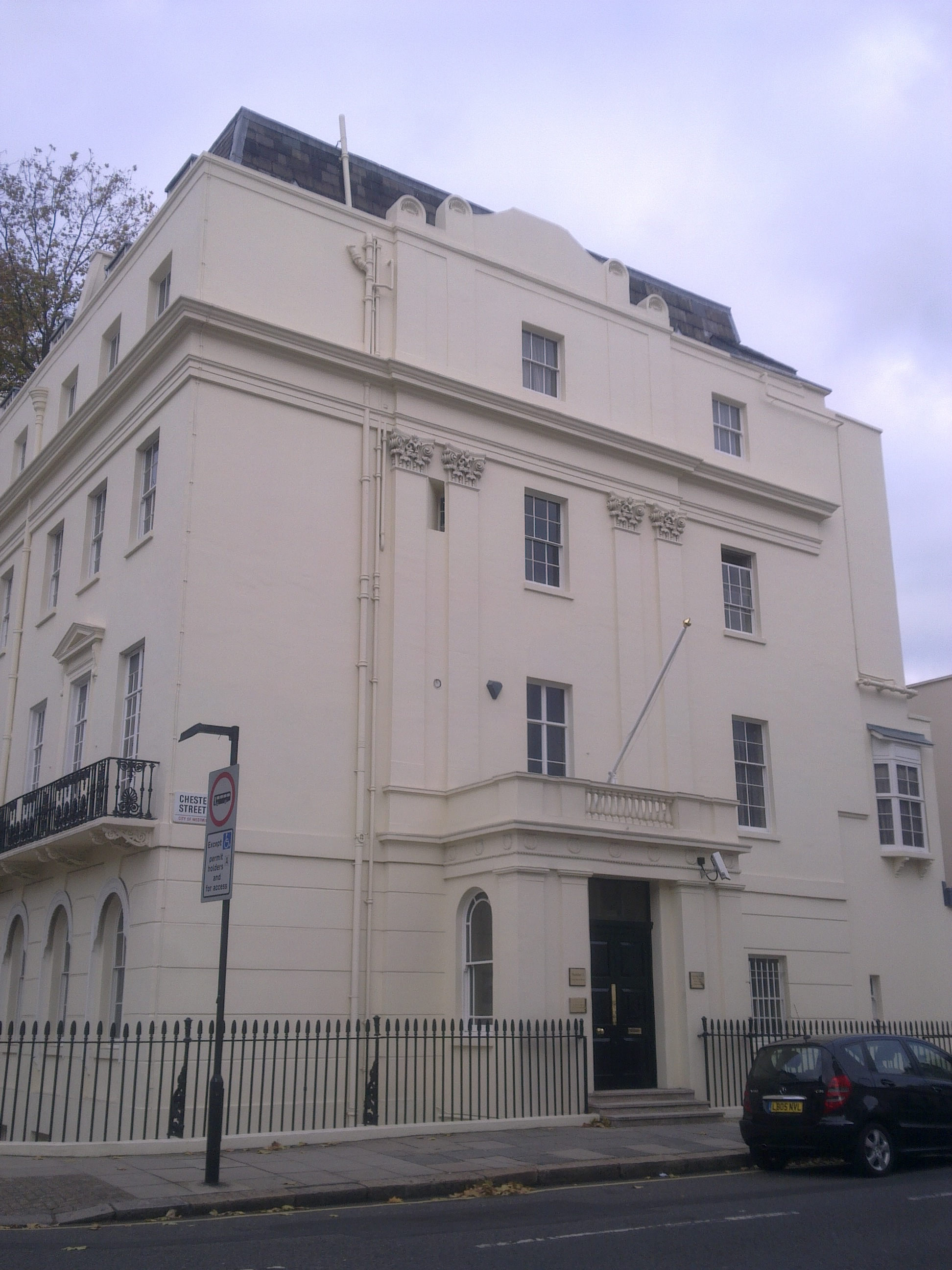
런던 주재 코트디부아르 대사관

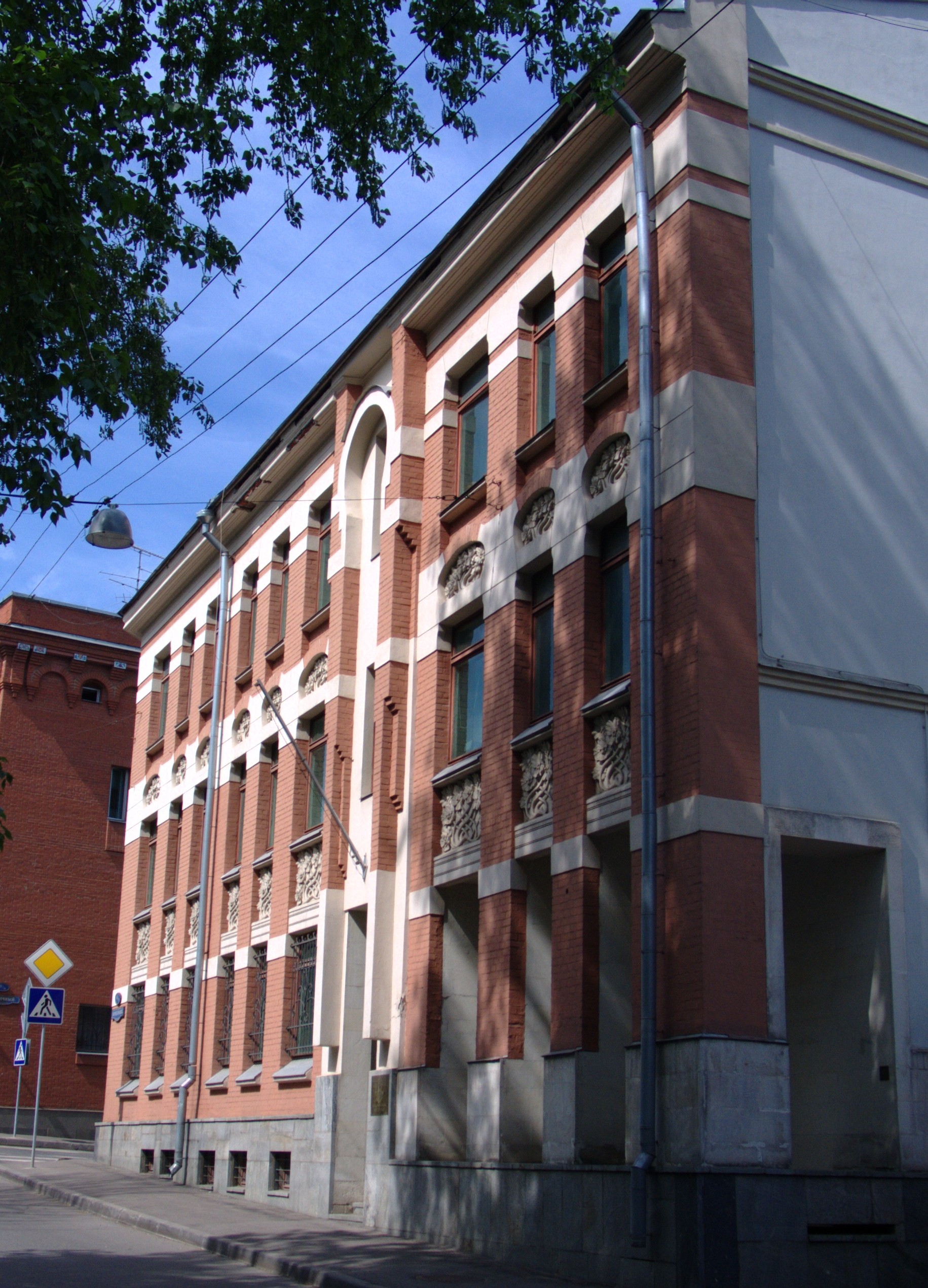
모스크바 주재 코트디부아르 대사관

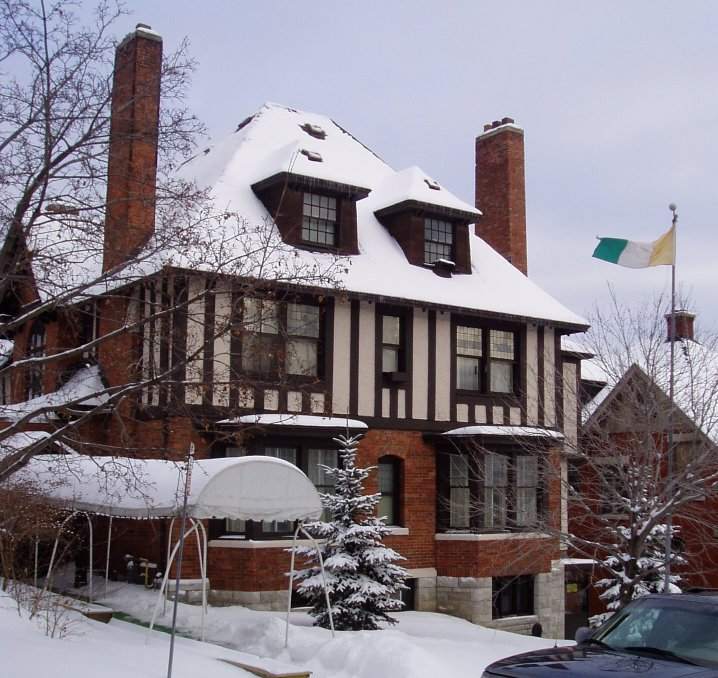
오타와 주재 코트디부아르 대사관

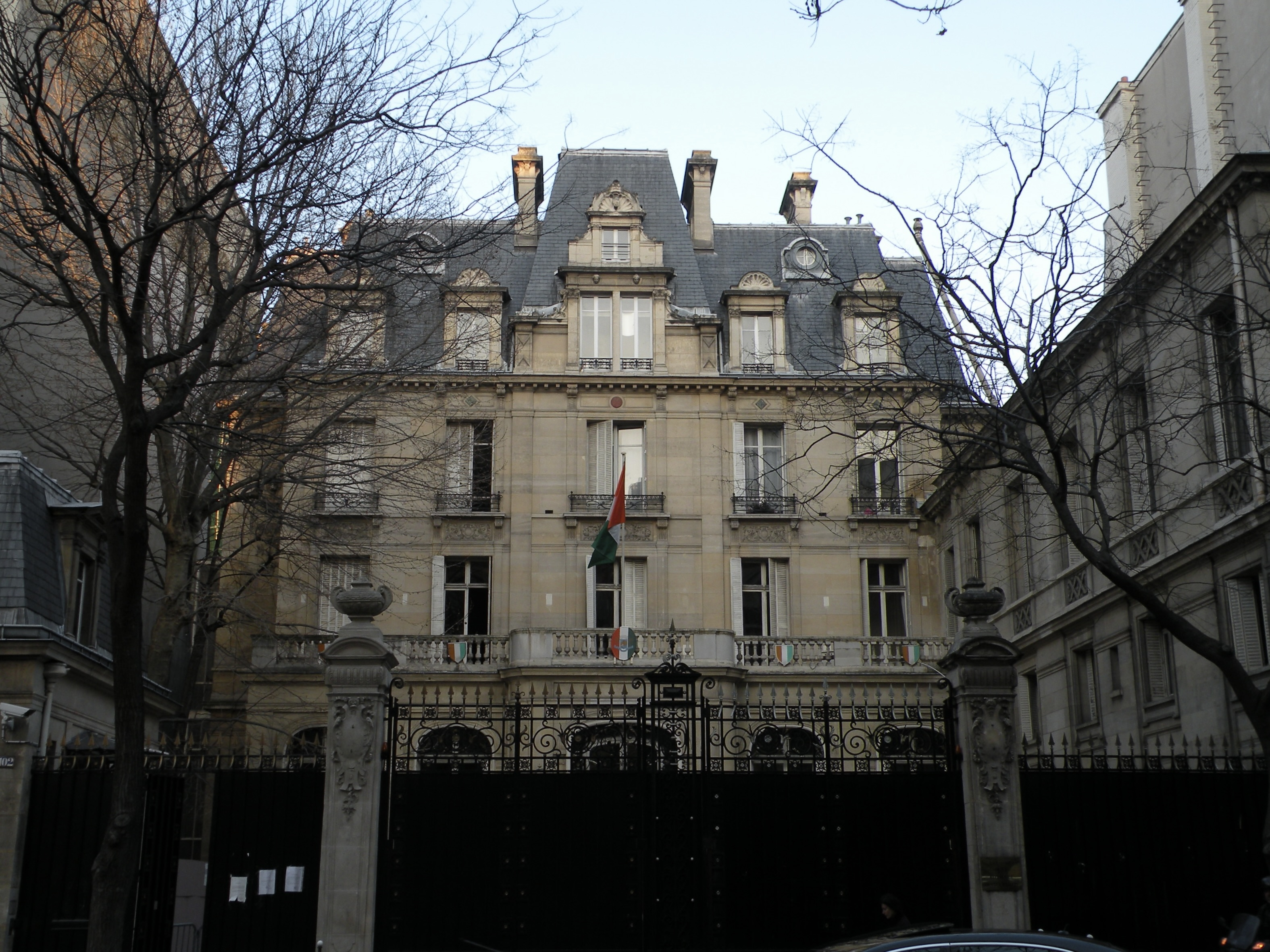
파리 주재 코트디부아르 대사관

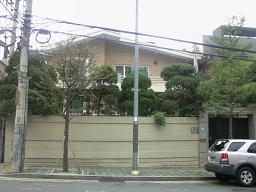
서울 주재 코트디부아르 대사관

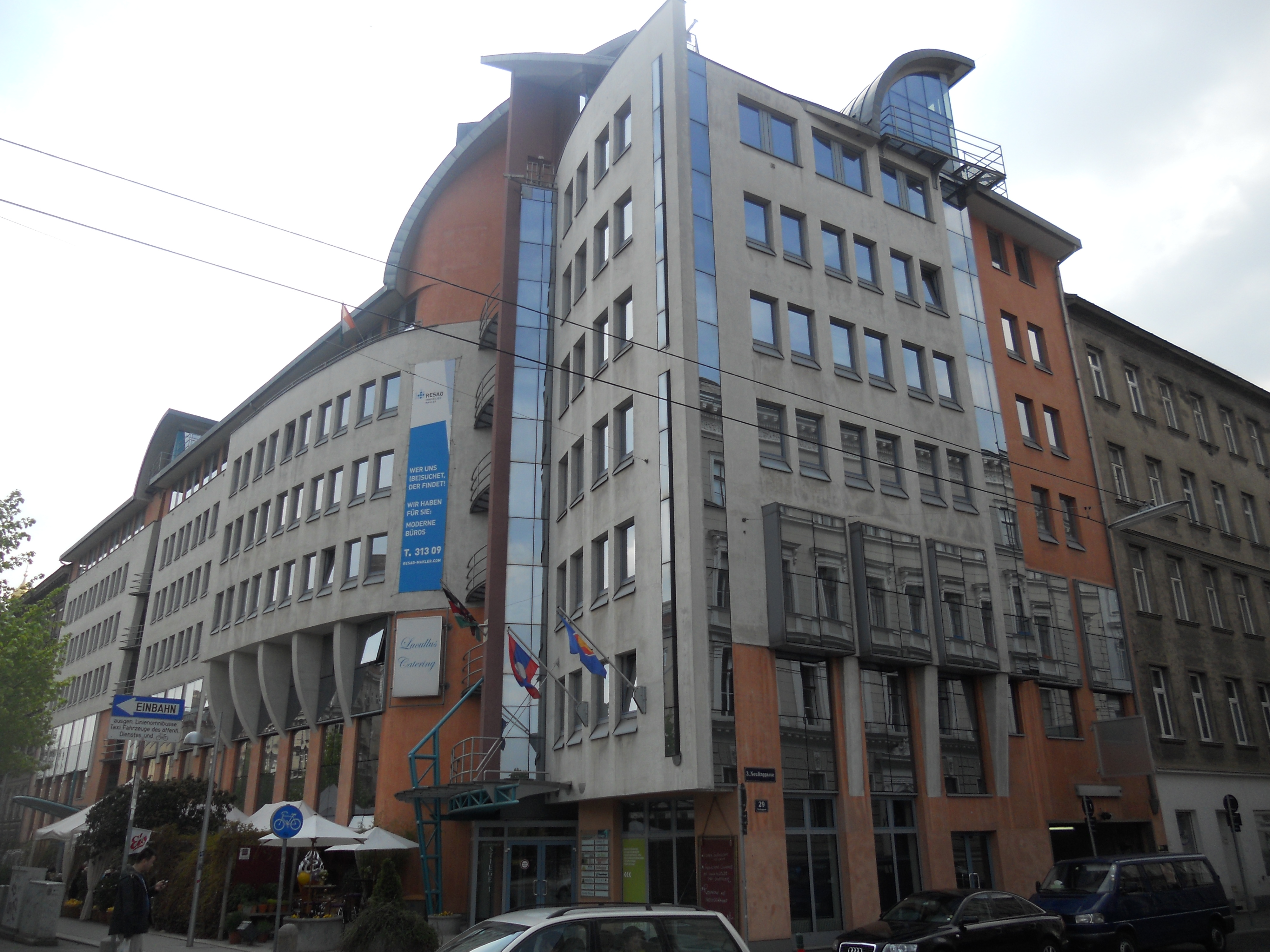
빈 주재 코트디부아르 대사관

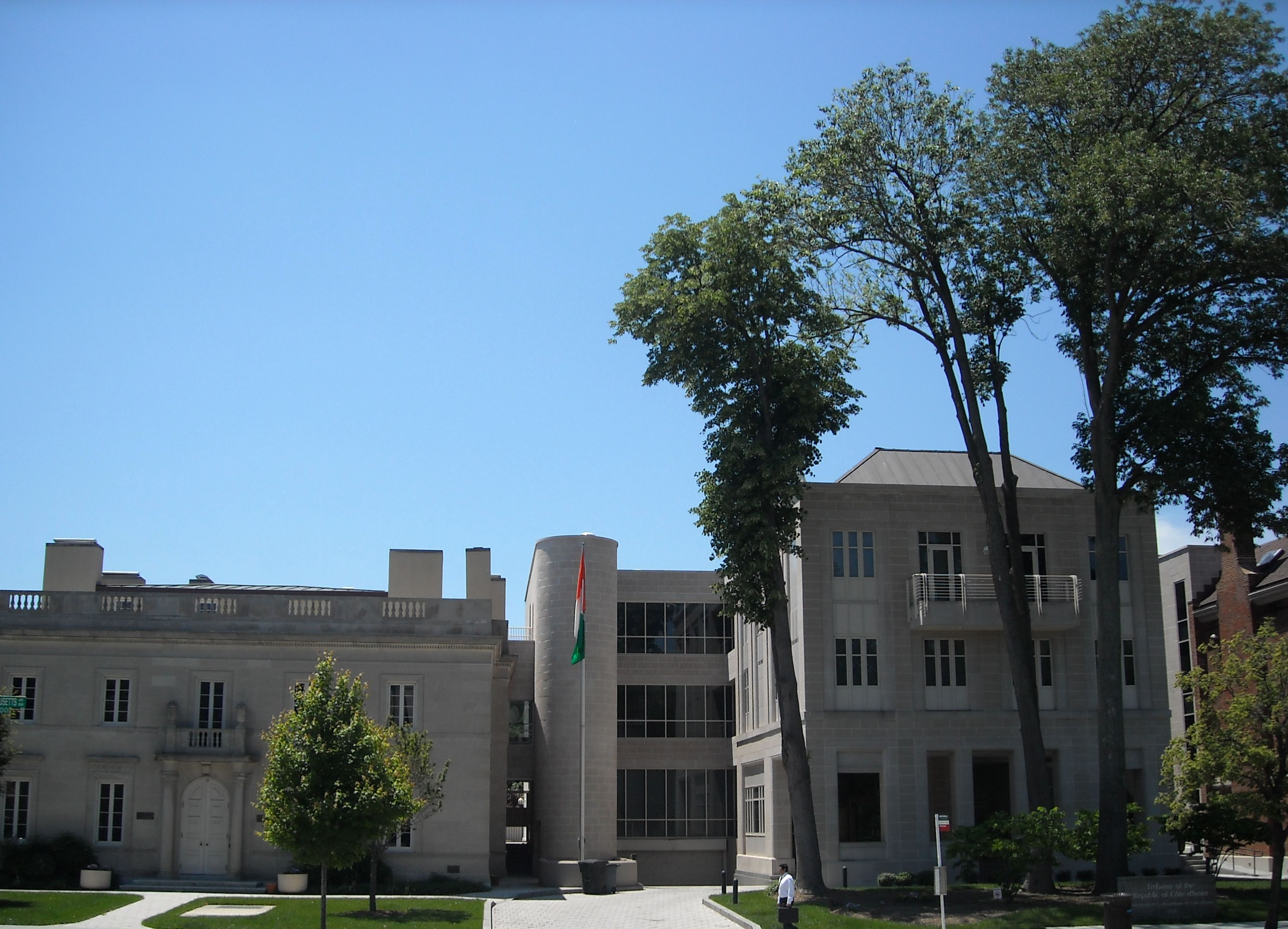
워싱턴 D.C. 주재 코트디부아르 대사관

코트디부아르의 재외공관 목록은 코트디부아르 주재 대사관을 각국에 상주시켜 놓는 것을 의미하며 코트디부아르의 재외공관을 나열한 목록이다.

## 아프리카
- 알제리 : 알제 (대사관)
- 앙골라 : 루안다 (대사관)
- 부르키나파소 : 와가두구 (대사관)
- 카메룬 : 야운데 (대사관)
- 차드 : 은자메나 (대사관)
- 콩고 민주 공화국 : 킨샤사 (대사관)
- 이집트 : 카이로 (대사관)
- 적도 기니 : 말라보 (대사관)
- 에티오피아 : 아디스아바바 (대사관)
- 가봉 : 리브르빌 (대사관)
- 가나 : 아크라 (대사관)
- 기니 : 코나크리 (대사관)
- 라이베리아 : 몬로비아 (대사관)
- 리비아 : 트리폴리 (대사관)
- 말리 : 바마코 (대사관)
- 모로코 : 라바트 (대사관)
- 나이지리아 : 아부자 (대사관)
- 세네갈 : 다카르 (대사관)
- 남아프리카 공화국 : 프리토리아 (대사관)
- 튀니지 : 튀니스 (대사관)

## 아메리카
- 브라질 : 브라질리아 (대사관)
- 캐나다 : 오타와 (대사관)
- 아이티 : 포르토프랭스 (연락 사무소)
- 멕시코 : 멕시코시티 (대사관)
- 미국 : 워싱턴 D.C. (대사관)

## 아시아
- 중화인민공화국 : 베이징시 (대사관), 광저우시 (총영사관)
- 인도 : 뉴델리 (대사관)
- 이란 : 테헤란 (대사관)
- 이스라엘 : 텔아비브 (대사관)
- 일본 : 도쿄도 (대사관)
- 대한민국 : 서울특별시 (대사관)
- 사우디아라비아 : 리야드 (대사관), 지다 (총영사관)
- 튀르키예 : 앙카라 (대사관)
- 아랍에미리트 : 아부다비 (총영사관)

## 유럽
- 오스트리아 : 빈 (대사관)
- 벨기에 : 브뤼셀 (대사관)
- 덴마크 : 코펜하겐 (대사관)
- 프랑스 : 파리 (대사관)
- 독일 : 베를린 (대사관)
- 바티칸 시국 : 바티칸 시국 (대사관)
- 이탈리아 : 로마 (대사관)
- 네덜란드 : 헤이그 (대사관)
- 러시아 : 모스크바 (대사관)
- 스페인 : 마드리드 (대사관)
- 스위스 : 베른 (대사관)
- 영국 : 런던 (대사관)

## 대표부
- EU 코트디부아르 정부 대표부 : 브뤼셀
- UN 코트디부아르 정부 대표부 : 뉴욕, 제네바
- UNESCO 코트디부아르 정부 대표부 : 파리
- 아프리카 연합 코트디부아르 정부 대표부 : 아디스아바바